# Семь Колодезей (станция)
Семь Колодезей (укр. Сім Колодязів, крымскотат. Yedi Quyu, Еди Къую) — железнодорожная станция Крымской железной дороги в Крыму, расположенная на линии Владиславовка — Крым, в 54 километрах к западу от Керчи. Названа по селу Ленино, носившему до 1957 года название Семь Колодезей, в котором расположена. 
Была открыта в 1900 году при строительстве железной дороги на Керчь. До революции считалась станцией 3-го класса. На 1917 год при станции действовали почтово-телеграфная контора, больница (врач К. С. Гардонов).

## Деятельность
Возможны небольшие грузовые отправления. На станции останавливаются пассажирские поезда дальнего следования и пары пригородных поездов до станций Анапа, Керчь, Феодосия, Джанкой. По состоянию на май 2024 года со станции отправлялись 24 поезда дальнего следования